# Collotheca campanulata
Collotheca campanulata is een raderdiertjessoort uit de familie Collothecidae. De wetenschappelijke naam van deze soort is voor het eerst geldig gepubliceerd in 1849 door Dobie.